# 摩納哥海洋博物館
摩納哥海洋博物館（法語：Musée océanographique de Monaco）是位於摩納哥摩納哥城地區的一座以海洋為主題的博物館。海洋博物館位於臨地中海的一座懸崖上，由前摩納哥親王、海洋學者阿爾貝一世下令建造。博物館開幕於1910年。海洋博物館附屬的水族館未使用任何水質過濾手法，在世界的水族館中堪稱先驅。海洋博物館也是地中海科學委員會的所在地。

## 歷史
海洋博物館於1910年由摩納哥的現代主義改革者阿爾貝一世創立。雅克-伊夫·庫斯托曾於1957年至1988年擔任館長。後經過大規模翻修後，博物館於2010年3月慶祝其百年誕辰。
目前海洋博物館是各種海洋動物（海星、海馬、海龜、水母、螃蟹、龍蝦、鰩魚、鯊魚、海膽、海參、鰻魚、墨魚等）的展覽和收藏的所在地。館藏還包括種類繁多的海洋相關物品，包括模型船、海洋動物骨骼、工具、武器等，以及由珍珠、軟體動物和貝類等材料製成或整合而成的物質文化和儀式物品、珍珠層等。

## 圖片

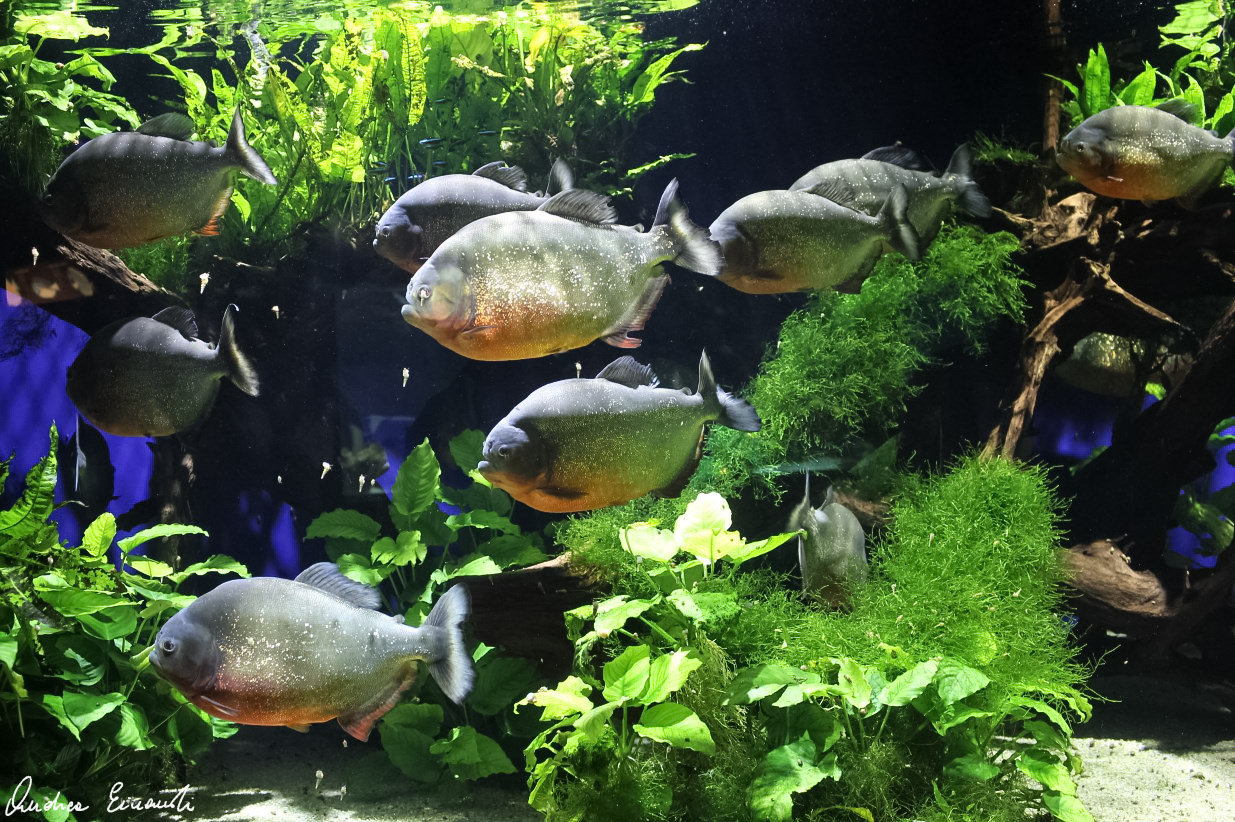
有食人魚的水族館
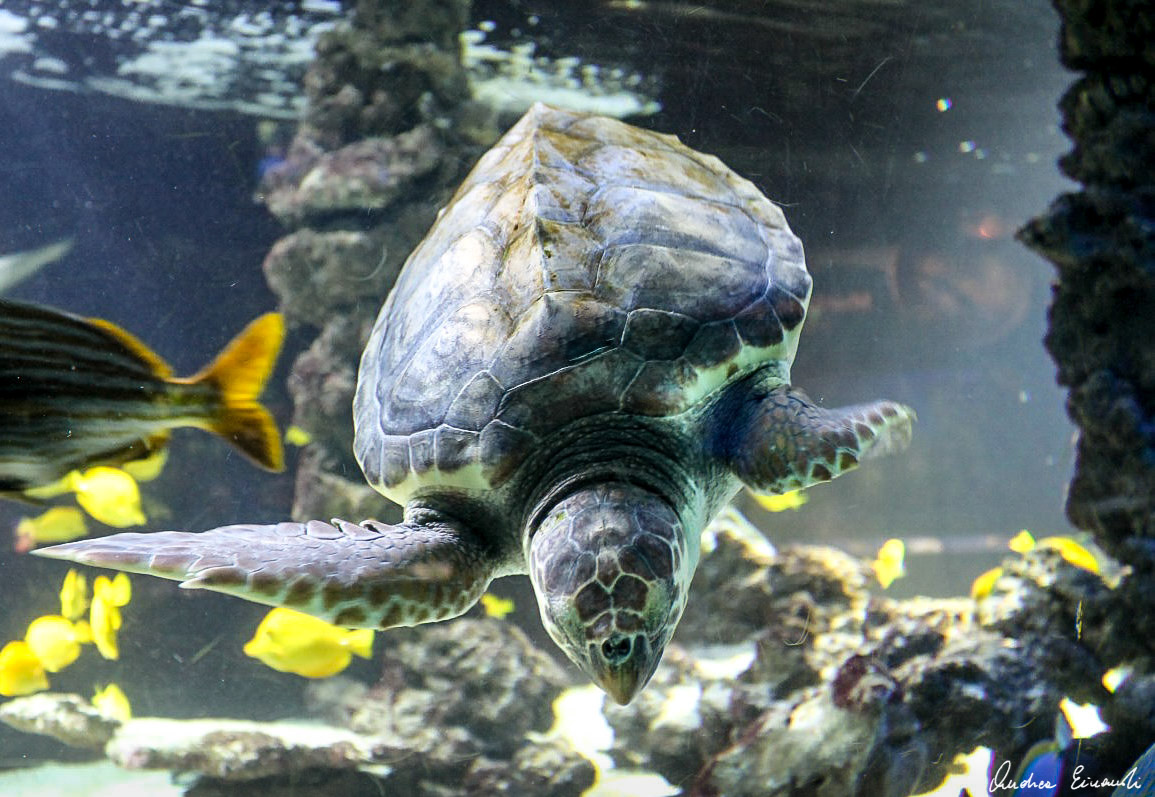
海龜
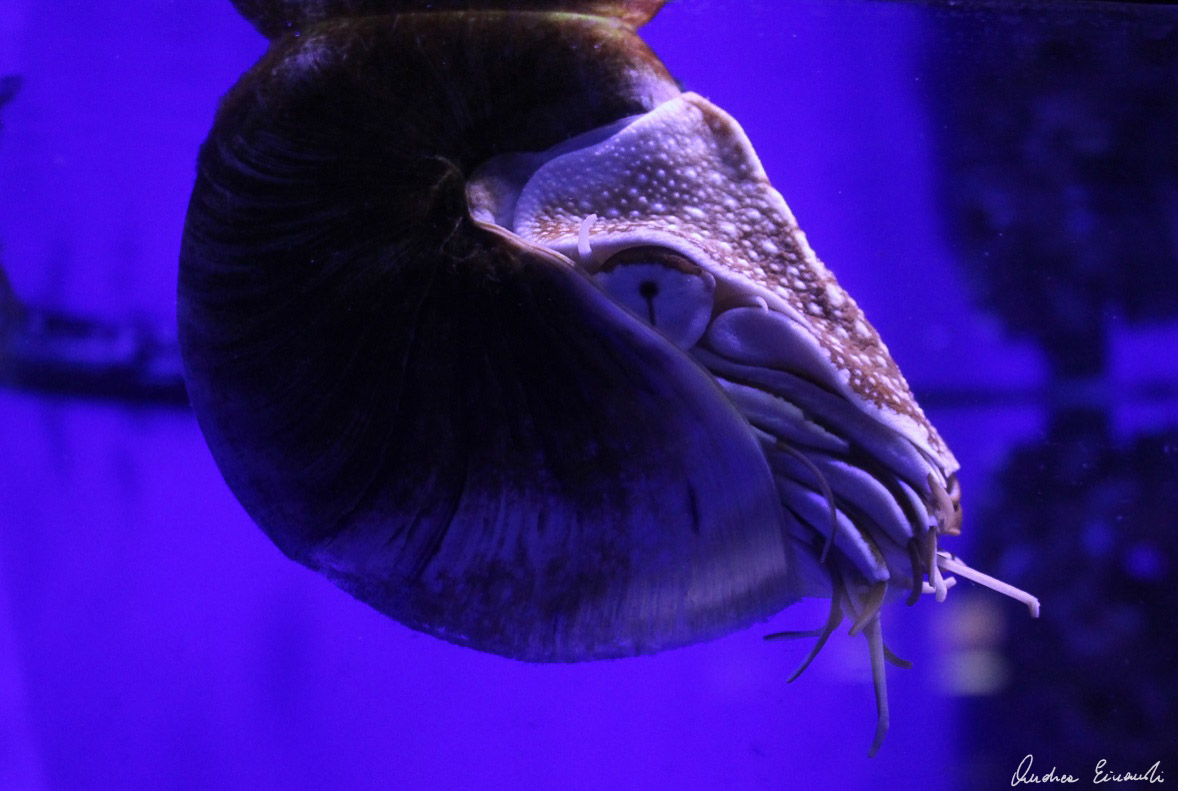
鸚鵡螺
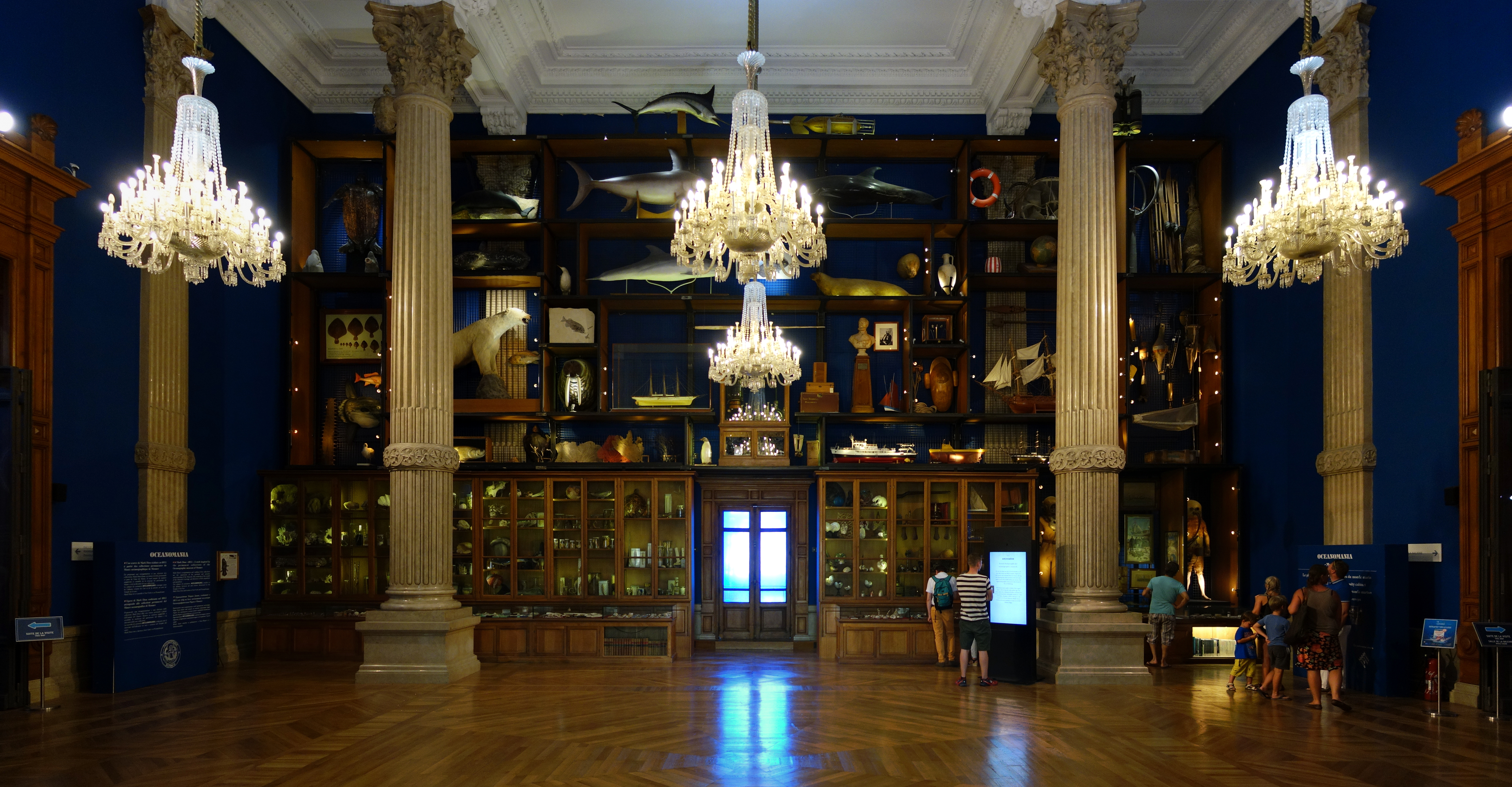
頂層中央房間

## 外部連結
- Official website (in French) （页面存档备份，存于） (in English) （页面存档备份，存于）
- Monaco Official Site: Information on the Museum （页面存档备份，存于）
- Oceanographic Museum for visitors to Monaco （页面存档备份，存于）

43°43′51″N 7°25′31″E / 43.73083°N 7.42528°E